# Lekkoatletyka na Letnich Igrzyskach Olimpijskich 1904 – rzut ciężarem

Rzut 56-funtowym ciężarem podczas igrzysk olimpijskich w 1904 w Saint Louis rozegrano 1 września 1904 na stadionie Francis Field należącym do Washington University. Startowało 6 lekkoatletów z 2 państw. Rozegrano tylko finał. Konkurencja ta znalazła się po raz pierwszy w programie igrzysk. Później konkurs rzutu 56-funtowym ciężarem odbył się tylko na igrzyskach w 1920 w Antwerpii. 

## Finał
| lp | Imię i nazwisko    | Wiek | Reprezentacja     | Wynik | Uwagi |
| -- | ------------------ | ---- | ----------------- | ----- | ----- |
| 1  | Étienne Desmarteau | 31   | Kanada            | 10,46 |       |
| 2  | John Flanagan      | 36   | Stany Zjednoczone | 10,16 |       |
| 3  | James Mitchel      | 40   | Stany Zjednoczone | 10,13 |       |
| 4  | Charles Hennemann  | 38   | Stany Zjednoczone | 9,18  |       |
| 5  | Charles Chadwick   | 29   | Stany Zjednoczone | nn    |       |
| 6  | Ralph Rose         | 20   | Stany Zjednoczone | 8,53  | (ok.) |

Desmarteau i Flanagan, którzy byli faworytami, uzyskali swe najlepsze wyniki w pierwszej kolejce. Była to jedna z dwóch konkurencji lekkoatletycznych na tych igrzyskach, której nie wygrał Amerykanin.